# Слупи (Тухольський повіт)
Слупи (пол. Słupy) — село в Польщі, у гміні Тухоля Тухольського повіту Куявсько-Поморського воєводства.
Населення — 172 особи (2011).
У 1975-1998 роках село належало до Бидгощського воєводства.

## Демографія
Демографічна структура станом на 31 березня 2011 року:
|          | Загалом | Допрацездатний вік | Працездатний вік | Постпрацездатний вік |
| -------- | ------- | ------------------ | ---------------- | -------------------- |
| Чоловіки | 84      | 24                 | 53               | 7                    |
| Жінки    | 88      | 19                 | 56               | 13                   |
| Разом    | 172     | 43                 | 109              | 20                   |